# Villeneuve-sur-Bellot
Villeneuve-sur-Bellot is een gemeente in het Franse departement Seine-et-Marne (regio Île-de-France) en telt 1070 inwoners (1999). De plaats maakt deel uit van het arrondissement Provins.

## Geografie
De oppervlakte van Villeneuve-sur-Bellot bedraagt 9,6 km², de bevolkingsdichtheid is 111,5 inwoners per km².
De onderstaande kaart toont de ligging van Villeneuve-sur-Bellot met de belangrijkste infrastructuur en aangrenzende gemeenten.

## Demografie
Onderstaande figuur toont het verloop van het inwonertal (bron: INSEE-tellingen).